# 董大翮
董大翮（1626年6月19日—17世紀），字清彝，號武峯，南直隸常州府江陰縣籍，武進縣人，清朝政治人物。

## 生平
董大翮為人孝友，擅長文章，是崇禎十五年（1642年）壬午科應天鄉試第四十七名舉人，順治四年（1647年）丁亥科進士，先在吏部觀政，授鄞縣知縣，任浙江鄉試同考官，當時朝廷因攻打金華徵用牛隻和石匠，他預先籌畫，分派有方，同時寬減稅賦，愛護人民，寫下詩歌勸止山寇橫行，後因忤逆上級，十一年（1654年）調天台知縣，加意提拔士子，地方人文漸盛，去世後入祀兩地名宦祠。

## 家族
曾祖董應璋，庠生；祖父董逢元，庠生；父董重潤，太學生。

## 引用
1. 1 2  光緒《鄞縣志·卷二十五·名宦傳》：董大翮，字清彝，武進人 案聞志字清怡，江陰人，順治丁亥進士，孝友能文章，令鄞多惠政 《常州府志》，當順治戊子己丑間進征金華，有黃牛石匠之徵，大翮預為給直，分派有方，催科寬限，撫字慈仁，嘗自為歌刊布以勸止山間之竊發，禮賢下士，風雅藹如，惜終於見忤，其詩有「一夕天風吹夢醒，十年書卷對鐙焚」之句，有感而言也 聞志，後徙令天台，兩邑尸祝之。 《常州府志》
2. 1 2 3  《順治四年丁亥科進士三代履歷》：董大翮，曾祖應璋，庠生；祖逢元，庠生；父重潤，太學生。武峯，詩　房，丙寅年五月二十六日生，江陰縣籍，武進縣人，壬午四十七名，會試五十名，三甲七十四名，吏部觀政，授浙江鄞縣知縣，□□【戊子】本省同考，甲午補天台縣知縣。
3. ↑  康熙《天台縣志·卷三》：董大翮 字武峯，江南武進人，丁亥進士，順治十年補台令，才識精敏，遇事果斷，而尤加意作人士，以文投者即為評騭，人材因之日起。